# 坎波罗索
坎波罗索（義大利語：Camporosso），是意大利因佩里亚省的一个市镇。总面积17.52平方公里，人口5702人，人口密度325.5人/平方公里（2009年）。ISTAT代码为008011。